# Ectogonia
Ectogonia is een geslacht van vlinders van de familie spinneruilen (Erebidae), uit de onderfamilie Calpinae.

## Soorten
- E. albomaculalis Bremer, 1864
- E. butleri Leech, 1900
- E. fumosa Hampson, 1926
- E. viola Hampson, 1895